# Redes (programa de televisión)
Redes (denominado Redes 2.0 en el periodo 2008-2014) fue un programa de televisión de divulgación científica producido por Smart Planet emitido a través de La 2 de Televisión Española. Su director y presentador fue Eduard Punset. El contenido del espacio trataba diversos temas científicos, como la sociología, la biología o la astronomía.  El tema se aborda a través de entrevistas que realiza el presentador a expertos de prestigio. Comenzó su emisión el 27 de enero de 1996 y dieciocho años después, en enero de 2014, se despidió de la audiencia.
Redes dedicó uno de sus capítulos expresamente a dar a conocer la Wikipedia al gran público de España e Hispanoamérica.

## Temática
Los temas tratados giraban alrededor de la ciencia, aunque también abarcaban cuestiones filosóficas del conocimiento humano en general. 
Los principales temas abordados en el programa fueron:
1. Mente y cerebro
2. Evolución en la tierra
3. Física y universo
4. Tecnología
5. Salud y cultura
6. Biotecnología y salud
7. Robots y futuro
8. Tercera cultura[2]

## Historia
Redes emitió su primer programa el 27 de enero de 1996 a través de La 2 de TVE.  
Redes nació en Madrid, y durante la primera temporada contaban en el plató con la presencia de famosos artistas o empresarios acompañados de científicos. Aportaba dinamismo, pero a su vez se dieron cuenta de que debían profundizar en el conocimiento científico si querían que los propios científicos se dieran cuenta de que sus investigaciones también importaban en la vida cotidiana de la gente, y que la gente descubriera hasta qué punto la utilización del método científico en lugar del dogmatismo iba a transformar sus vidas. La ciencia estaba transformando el mundo. 
Durante las primeras temporadas el programa se dividía en varias secciones, dos de las cuales se centraban en torno a un tema diferente cada semana: una entrevista con algún especialista del asunto tratado (con frecuencia en inglés con el doblaje en español superpuesto) y un coloquio en el plató con varios invitados (famosos artistas, empresarios o científicos).  Las demás secciones que completaban el programa consistían en un informativo (en el que se referían noticias sobre variados temas de alcance científico como avances tecnológicos, médicos, culturales o curiosidades) y diversos reportajes cortos.
Redes se trasladó en 1997 a Sant Cugat, desde donde todavía se coproduce entre TVE y el grupo de científicos y periodistas jóvenes que constituye la productora Smart Planet. Este equipo ha logrado demostrar que ciencia y entretenimiento se pueden unir para que en este tercer milenio la ciencia, por fin, irrumpa en la cultura popular.
Durante sus 18 años en antena el programa alcanzó, en mayo de 2013, la cifra de 600 programas emitidos en La 2 Española
Redes fue un programa pionero en la comprensión pública de la ciencia, en la utilización del primer plató virtual de la televisión en España, en el recurso a la animación 3D y de las videoconferencias. Al principio, éstas se entrecortaban a menudo y los desfases entre el discurso y la vocalización daban una apariencia de extraterrestres a los entrevistados.

## Equipo
- Dirección y Presentación: Eduardo Punset.
- Presentadores Informativo 3000: Wesou Telou y Alberto Jo Lee.
- Realización: Juan A. Gamero, Gonzalo M. Bello y Esther Rodríguez.
- Producción: Fernando G. Tejedor.
- Subdirección científica: Sebastián Grinschpun.
- Guionistas: Beatriz Barco, Eva Loste, Míriam Peláez, Anna Borrell, Pere Figuerola, Lluís Quevedo y Laura Carrau.
- Casting internacional: Guillermo Santamaría.
- Ayudante producción: Marc Royo Llòria.
- Estudiantes en prácticas: Anna Báez y Lourdes García.

## Redes 2.0
A partir de 2008 el programa adquirió un nuevo formato denominado Redes 2.0. El programa se envolvió en una nueva estética mejorada. Renovó su página web y su tema musical (cuyo autor fue Chop Suey, seudónimo de César Sala, músico y disc jockey madrileño afincado en Barcelona). 
Aunque los temas que se trataban siguieron siendo los mismos, el programa consistió básicamente en una entrevista a un reconocido científico especializado en el tema de cada episodio, intercalado con pequeños vídeos explicativos. Se eliminaron el coloquio, y por tanto, el plató.

## Horarios de emisión
En La 2: domingos, a las 21.30 horas.
En el Canal 24 horas: Los jueves, a las 15.00 horas.
En TVE Internacional: 
- Para Europa y África, los domingos a las 23.30 (UTC)
- Para América, los miércoles a las 6.30 (UTC) y a las 4:15 (UTC)[4]